# Хорватия на «Евровидении-1998»
Хорватия в шестой раз участвовала в телевизионном конкурсе Евровидение-1998, который состоялся 9 мая в Бирмингеме, Великобритания. Страну представляла певица Даниэла Мартинович с песней Neka mi ne svane ("Не беспокой меня"), написанной Петаром Грашо, Стьепаном Калоджерой и Ремо Кацинотти. Ранее Мартинович уже участвовала на Евровидение-1995 как вокалистка группы Magazin, с которой заняла шестое место. В Бирмингеме певица по итогам голосования заняла пятое место из 25, набрав 131 очко. Столь значительный результат позволил Хорватию допустить к участию на Евровидение-1999. Таким образом, Neka mi ne svane стала предшественницей хорватской заявки 1999 года Marija Magdalena в исполнении Дорис Драгович. Конкурс был показан HRT на канале HRT 2 с комментариями Александара Костадинова. Глашатаем от Хорватии был Давор Мештрович.

## Предыстория
К моменту своего участия в конкурсе 1998 года Хорватия уже участвовала пять раз на Евровидение, начиная со своего дебюта в 1993 году как независимое государство. Самым лучшим результатом для страны стало четвёртое место, которое она достигла в 1996 году с песней Sveta ljubav в исполнении Майи Благдан. На Евровидение-1997 Хорватия заняла 17-е место с песней Probudi me в исполнении группы E.N.I., зафиксировав, тем самым, самый худший результат.

## До «Евровидения»

### Dora 1998
Хорватская телекомпания HRT с 1993 года отвечает за организацию выбора отбора заявки на Евровидение и трансляцию конкурса. Как и в предыдущие годы HRT использовало формат национального финала под названием Dora с участием нескольких артистов и песен. Dora 1998 состоялась 6 марта в концертном зале отеля Кварнер в Опатии. Ведущими были Даниэла Трбович и Людевит Гргурич Грга. Как и в предыдущие годы двадцать песен было представлено, а победитель определялся голосами жюри из двадцати городов Хорватии. Главной новеллой этого выпуска стало использование голосов телезрителей, чьи очки были объединены как двадцать первое жюри. Среди конкурсантов были группа Magazin и Даниэла Мартинович, представлявшие Хорватию на Евровидение-1995 и группа Novi Fosili, представлявшие Югославию на Евровидение-1987.
| Порядковый номер | Исполнитель             | Название песни                | Очки жюри | Очки телезрителей | Всего | Место |
| ---------------- | ----------------------- | ----------------------------- | --------- | ----------------- | ----- | ----- |
| 1                | Валентина Брзович       | Sve što si ti                 | 0         | 2                 | 2     | 17    |
| 2                | Зорица Конджа           | Nebo                          | 78        | 0                 | 78    | 7     |
| 3                | Ready Cool              | Život iza ponoći              | 27        | 5                 | 32    | 15    |
| 4                | Стийене                 | Još te volim kao nekada       | 70        | 0                 | 70    | 8     |
| 5                | Эна                     | Stara zvone jedne ljubavi     | 0         | 0                 | 0     | 18    |
| 6                | Мелани                  | Ja ću po svom, ti ćeš po svom | 10        | 0                 | 10    | 16    |
| 7                | Тина и Никша            | Ako me ikad poželiš           | 48        | 0                 | 48    | 13    |
| 8                | Бранимир Михальевич     | Daj daj                       | 125       | 7                 | 132   | 3     |
| 9                | Colonia                 | U ritmu ljubavi               | 83        | 4                 | 87    | 4     |
| 10               | Magazin                 | Na svijetu sve                | 73        | 6                 | 79    | 6     |
| 11               | Иван Микулич            | Pjesma putuje                 | 51        | 10                | 61    | 11    |
| 12               | Марсел Бензон           | Sve je za tebe                | 52        | 0                 | 52    | 12    |
| 13               | Ален Нижетич            | Bez ljubavi                   | 63        | 0                 | 63    | 10    |
| 14               | Андреа Чубрич           | Samo ti je ljubav potrebna    | 42        | 0                 | 42    | 14    |
| 15               | Саня Трумбич            | Da bar vječno živimo          | 0         | 0                 | 0     | 18    |
| 16               | Лана Кенчич             | Ljubi me i to je to           | 0         | 0                 | 0     | 18    |
| 17               | Даниэла Мартинович      | Neka mi ne svane              | 165       | 12                | 177   | 1     |
| 18               | Зринка и Горан          | Bolero                        | 125       | 8                 | 133   | 2     |
| 19               | Novi Fosili             | Pričaj mi o ljubavi           | 66        | 3                 | 69    | 9     |
| 20               | Azzurro and Nikad dosta | Ruku na srce                  | 82        | 1                 | 83    | 5     |

## На «Евровидении»
Согласно правилам конкурса Евровидение-1998 к участию допускаются страна-победительница прошлого выпуска, 18 стран, имеющих высокий средний балл по итогам прошлых пяти конкурсов и те страны, которые не участвовали в предыдущем выпуске, но транслировали его. Средний балл Хорватии составлял 54,2, вследствие чего страну допустили к участию. Перед началом конкурса Би-би-си сообщила, что букмекеры поставили хорватскую заявку на 12-е место, наряду с песнями от Норвегии, Португалии, Румынии и Эстонии. Даниэла Мартинович выступала в Бирмингеме под номером 1 перед Грецией, открыв, тем самым, конкурсную программу. По итогам голосования Хорватия заняла пятое место из 25, набрав 131 очко, включая 12 очков от Македонии и Словении. Кроме того, Хорватии удалось получить очки от всех стран-участниц, кроме Венгрии и Румынии. В 1997 году Европейским вещательным союзом было впервые введено телеголосование для пяти стран-участниц. В 1998 году оно стало применяться большинством стран. 12 очков хорватские телезрители присудили стране-хозяйке конкурса - Великобритании. Дирижёром во время исполнения хорватской заявки был Стипица Калоджера.

### Голосование
| Очки      | Страна                                    |
| --------- | ----------------------------------------- |
| 12 баллов | - Македония - Словения                    |
| 10 баллов | - Германия - Израиль - Мальта - Словакия  |
| 8 баллов  | - Франция                                 |
| 7 баллов  | - Кипр                                    |
| 6 баллов  | - Норвегия - Польша                       |
| 5 баллов  | - Бельгия - Греция - Швейцария            |
| 4 балла   | - Нидерланды - Турция                     |
| 3 балла   | - Ирландия - Финляндия - Швеция - Эстония |
| 2 балла   | - Великобритания - Португалия             |
| 1 балл    | - Испания                                 |

| Очки      | Страна         |
| --------- | -------------- |
| 12 баллов | Великобритания |
| 10 баллов | Нидерланды     |
| 8 баллов  | Словакия       |
| 7 баллов  | Мальта         |
| 6 баллов  | Македония      |
| 5 баллов  | Турция         |
| 4 балла   | Кипр           |
| 3 балла   | Словения       |
| 2 балла   | Ирландия       |
| 1 балл    | Испания        |